# Глизе 625
Глизе 625 (GJ 625) — звезда, которая находится в созвездии Дракон на расстоянии приблизительно 27 световых лет от Солнца. Вокруг звезды обращается, как минимум, одна планета.

## Характеристики
Глизе 625 представляет собой красный карлик, тусклую звезду главной последовательности. Впервые в астрономической литературе она упоминается в каталоге Глизе, содержащем звёзды, расположенные в пределах 25 парсеков от Солнца. Он был составлен немецким астрономом Вильгельмом Глизе в XX веке. Масса и радиус Глизе 625 равны 30 % и 31 % солнечных соответственно. Температура поверхности звезды приблизительно между 3350 и 3570 кельвинов. Спектральный класс звезды M2.0V. Болометрическая яркость 1,4 % от Солнца. Прогнозируемая скорость вращения 3,4 м / с. Металличность ниже, чем солнечная ([Fe/H] = −0,38).
Глизе 625 является частью движущейся группы звёзд Большой Медведицы, которая включает в себя, такие объекты, как β Aur, DL Дракона, Росс 128 и EV Ящерицы (последние две звезды — также красные карлики).

## Планетная система
30 мая 2017 года астрономами из Испании, Швейцарии и Италии было объявлено об открытии планеты GJ 625 b в системе. Она представляет собой суперземлю, имеющую массу 2,82 масс Земли. Полный оборот вокруг родительской звезды она совершает за 14,6 дня. Орбита планеты расположена вблизи внутреннего края обитаемой зоны — на расстоянии 0,078 а. е. от звезды. Наблюдения за планетой проводились с помощью спектрографа HARPS-N в обсерватории на Канарских островах, Испания.